# M/S Crown Seaways
M/S CROWN SEAWAYS, indtil den 14. januar 2013 M/S Crown of Scandinavia, er en cruisefærge bygget i 1994 i Split i Kroatien. Skibet sejler på DFDS' København-Oslo-rute og afløste i 1994 den knap halvt så store M/S King of Scandinavia. I perioden 1994-2001 samsejlede Crown Seaways med M/S Queen of Scandinavia og siden 2001 med Pearl of Scandinavia – den nuværende Pearl Seaways. CROWN SEAWAYS er pt. (2025) Danmarks nyeste Oslobåd og Danmarks næststørste passagerskib kun overgået af Pearl Seaways. Indtil 2001 var Crown Seaways med sine 637 kahytter Danmarks største hotel. Fra juni 2020 sejler begge DFDS' Oslobåde via Frederikshavn.
Skibet byggedes oprindeligt for det svenske rederi Euroway som et søsterskib til M/S Frans Suell – der sattes i trafik mellem Malmö og Travemünde i Tyskland i 1992 – og skulle oprindeligt have heddet Frans Kockum men kom aldrig i drift med det navn. Da skibet fortsat var ved at blive bygget, hed det midlertidigt Thomas Mann.
Crown Seaways er indrettet med fem restauranter, en natklub, et diskotek i to etager, en udendørs og tre indendørs barer, en pub, en vinbar, en Tax-free shop, en Espresso House -café, tre indendørs swimming pools, heraf et spabad, 10 konferencerum, et auditorium med 180 siddepladser og 22 kahytter med egen balkon.

## Historie
Euroway bestilte oprindelig to identiske cruisefærger til ruten mellem Malmö og Travemünde. Begge skibe byggedes på Brodogradilište værftet i Split i Kroatien og skulle hedde henholdsvis M/S Frans Suell og M/S Frans Kockum. Skibene var en lidt større version af M/S Amorella og M/S Isabella, som værftet byggede til Viking Line-partneren SF Line i henholdsvis 1988 og 1989. Dæk 11 på de to nye skibe var dog udbygget i forhold til Amorella og Isabella, hvilket blandt andet gav plads til 22 balkonkahytter og en lounge.
Som følge af Borgerkrigen i Jugoslavien forsinkedes leveringen af Frans Suell næsten et år fra 1991 til 1992. Dårlig lønsomhed på ruten mellem Malmö og Travemünde, yderligere forsinkelse af den anden nybygning og et strategisk samarbejde med Silja Line fik imidlertid Euroway til at annullere ordren på Frans Kockum.
Efter at ordren annulleredes, skiftede skibet navn til Thomas Mann medens arbejdet med at færdiggøre hende fortsatte i et lavere tempo. I marts 1994 sejlede Thomas Mann fra skibsværftet i Split til skibsværftet Fincantieri i Trieste i Italien, hvor skibet færdigbyggedes.
Den 2. maj 1994 underskrev DFDS en hensigtserklæring om at købe skibet, hvilket formelt skete ti dage senere. Skibet leveredes endeligt den 11. juni 1994. Fra Trieste sejlede hun til Lloyd Werft i Bremerhaven i Tyskland, hvor sponsoner etableredes agter for at øge skibets stabilitet.
Den 26. juli 1994 omdøbtes hun M/S Crown of Scandinavia og sattes i trafik mellem København, Helsingborg og Oslo for DFDS' daværende brand for passagertrafikken Scandinavian Seaways. Skibet samsejlede med M/S Queen of Scandinavia, der indsattes på ruten i 1990. I 1999 ændrede DFDS brandnavnet til det oprindelige DFDS Seaways.
Mellem 1999 og 2003 ændredes skibets udvendige bemaling en anelse. Fx maledes vinduesrammerne på kommandobroen hvide i stedet for som oprindeligt sorte og mørkeblå. I 2005 ombyggedes hun på Öresundsvarvet i Landskrona. Den 15. oktober 2006 ophørte anløbet af Helsingborg blandt andet for at spare havneafgift og brændstof.
Fra juni 2020 er Frederikshavn blevet tilføjet som mellemstop på ruten, så skibet nu sejler København - Frederikshavn - Oslo. Det tilføjede stop i Frederikshavn skyldes bl.a. Stena Line's nedlukning af deres Frederikshavn - Oslo rute.

## Uheld
Søndag den 27. april 2014 kort før kl. 21.30 - da Crown Seaways befandt sig nord for Anholt på vej mod Oslo - ramtes færgen af en eksplosion i et krumtaphus i en af skibets fire motorer. Eksplosionen udløste et stort brag, og rystelsen kunne mærkes over det meste af skibet. Crown Seaways motorer blev straks stoppet, og færgen drev ca. i ½ time, inden sejladsen mod Oslo kunne genoptages. Der var 960 passagerer om bord, der kortvarigt blev samlet på et af færgens dæk, mens røgdykkere undersøgte skaden. Da Crown Seaways kun plejer at sejle med tre ud af fire maskiner i brug, regnede DFDS med, at færgen ville ankomme i Oslo til normal tid. Ingen personer kom til skade i forbindelse med uheldet.